# Ivan Rassimov
Ivan Rassimov, pseudonimo di Ivan Đerasimović (in serbo Иван Ђерасимовић?; Trieste, 7 maggio 1938 – Roma, 14 marzo 2003), è stato un attore italiano.

## Biografia
Nato da genitori serbi trasferitisi a Trieste nell'anno della sua nascita, crebbe con la sorella gemella Rada, che divenne attrice come lui. Concluso il servizio militare, Ivan si trasferì a Roma per seguire corsi di recitazione e perfezionare il suo stile. Interprete di fotoromanzi, in quegli anni venne notato dal regista Mario Bava che nel 1965 lo scritturò per recitare nel suo Terrore nello spazio, diventando poi popolare, nel tempo, come "cattivo" in film d'azione e del genere cannibal. Morì a Roma il 14 marzo 2003 dopo una lunga malattia.

## Filmografia

### Cinema
- Super rapina a Milano, regia di Adriano Celentano (1964)
- Terrore nello spazio, regia di Mario Bava (1965)
- La strega in amore, regia di Damiano Damiani (1966)
- Un uomo a metà, regia di Vittorio De Seta (1966)
- La Bibbia (The Bible: In the Beginning...), regia di John Huston (1966)
- Soledad, regia di Mario Camus (1967)
- Il ragazzo che sapeva amare, regia di Enzo Dell'Aquila (1967)
- Cjamango, regia di Edoardo Mulargia (1967)
- Non aspettare Django, spara, regia di Edoardo Mulargia (1967)
- Se vuoi vivere... spara!, regia di Sergio Garrone (1968)
- Sette baschi rossi, regia di Mario Siciliano (1969)
- I vigliacchi non pregano, regia di Mario Siciliano (1969)
- Soledad - Chi può condannarla? (Esa mujer), regia di Mario Camus (1969)
- Le tigri di Mompracem, regia di Mario Sequi (1970)
- La lunga notte dei disertori, regia di Mario Siciliano (1970)
- Lo strano vizio della signora Wardh, regia di Sergio Martino (1971)
- Un omicidio perfetto a termine di legge, regia di Tonino Ricci (1971)
- La vendetta è un piatto che si serve freddo, regia di Pasquale Squitieri (1971)
- Il paese del sesso selvaggio, regia di Umberto Lenzi (1972)
- Tutti i colori del buio, regia di Sergio Martino (1972)
- Il tuo vizio è una stanza chiusa e solo io ne ho la chiave, regia di Sergio Martino (1972)
- Un bianco vestito per Marialé, regia di Romano Scavolini (1972)
- Si può essere più bastardi dell'ispettore Cliff?, regia di Massimo Dallamano (1973)
- Spasmo, regia di Umberto Lenzi (1974)
- L'ossessa, regia di Mario Gariazzo (1974)
- Salvo D'Acquisto, regia di Romolo Guerrieri (1974)
- Il lupo dei mari, regia di Giuseppe Vari (1975)
- Inhibition, regia di Paolo Poeti (1976)
- Emanuelle nera - Orient Reportage, regia di Joe D'Amato (1976)
- Roma a mano armata, regia di Umberto Lenzi (1976)
- Quelli della calibro 38, regia di Massimo Dallamano (1976)
- Schock, regia di Mario Bava (1977)
- Emanuelle - Perché violenza alle donne?, regia di Joe D'Amato (1977)
- Ultimo mondo cannibale, regia di Ruggero Deodato (1977)
- Sono stato un agente C.I.A., regia di Romolo Guerrieri (1978)
- L'umanoide, regia di Aldo Lado (1979)
- Mangiati vivi!, regia di Umberto Lenzi (1980)
- I figli... so' pezzi 'e core, regia di Alfonso Brescia (1981)
- Ciao nemico, regia di Enzo Barboni (1983)
- I predatori di Atlantide, regia di Ruggero Deodato (1983)
- Torna, regia di Stelvio Massi (1984)
- Squadra selvaggia, regia di Umberto Lenzi (1985)
- Camping del terrore, regia di Ruggero Deodato (1986)

### Televisione
- Buio nella valle, regia di Giuseppe Fina – miniserie TV (1984)
- Appuntamento a Trieste, regia di Bruno Mattei – miniserie TV (1989)

## Doppiatori italiani
- Pino Locchi in Cjamango, Non aspettare Django, spara, Se vuoi vivere...spara!, La lunga notte dei disertori
- Cesare Barbetti in La strega in amore, I vigliacchi non pregano, Roma a mano armata
- Luciano De Ambrosis in Tutti i colori del buio, Il tuo vizio è una stanza chiusa e solo io ne ho la chiave
- Giacomo Piperno in Un bianco vestito per Marialé, Emanuelle nera - Orient Reportage
- Pino Colizzi in Il paese del sesso selvaggio, Spasmo, Camping del terrore
- Michele Kalamera in La vendetta è un piatto che si serve freddo
- Gigi Pirarba in Le tigri di Mompracem
- Sergio Graziani in Si può essere più bastardi dell'ispettore Cliff?
- Nando Gazzolo in Lo strano vizio della signora Wardh
- Renato Cortesi in Salvo D'Acquisto